# Ориксов тъкач
Ориксов тъкач (Euplectes orix), наричан също южен червен тъкач, е вид птица от семейство Ploceidae.

## Разпространение
Видът е разпространен в Ангола, Ботсвана, Бурунди, Замбия, Зимбабве, Демократична република Конго, Кения, Лесото, Малави, Мозамбик, Намибия, Руанда, Свазиленд, Танзания, Уганда и Южна Африка.